# (5809) Kulibin
(5809) Kulibin ist ein Asteroid des Hauptgürtels, der am 4. September 1987 von der ukrainisch-sowjetischen Astronomin Ljudmyla Schurawlowa an der Zweigstelle Nautschnyj des Krim-Observatorium (IAU-Code 095) etwa 30 km von Simferopol entfernt entdeckt wurde.
Der Asteroid gehört zur Koronis-Familie, einer Gruppe von Asteroiden, die nach (158) Koronis benannt ist.
Der Himmelskörper wurde nach dem russischen Uhrmacher, Mechaniker, Brückenbauer und Erfinder Iwan Petrowitsch Kulibin (1735–1818) benannt, der die meisten seiner Fertigkeiten autodidaktisch erwarb und mehr als 30 Jahre lang die mechanische Werkstatt der Sankt Petersburger Akademie der Wissenschaften leitete.